# Bielsa
Bielsa o Belsa (tradicionalment) és un municipi aragonès situat a la província d'Osca i enquadrat a la comarca del Sobrarb. El terme està format per la vall de Bielsa, que és la capçalera del riu Cinca per sobre de la confluència amb el Cinqueta, queda a l'est del Mont Perdut i arriba fins a les crestes de la zona axial pirinenca. Segons dades del 2010, té una població de 511 habitants en una superfície de 202,41 km² i una densitat de 2,52 h./km².

## Topònim
Tot i que Belsa és el topònim tradicional en català, també es pot emprar el terme Bielsa. De fet, aquesta segona, és la forma pròpia en aragonès.
Bielsa (Belsa) és una derivació, l'arrel de la qual és bela o bele 'corb'. S'hi uneix el sufix -tza (-za), antiga arrel degradada a sufix en aquest cas i que val per «abundància, munt, gran quantitat» (recordem, entre d'altres, kala-tza-n> Calasan; g-aba-tza> Gabasa; arku-tza> Arcusa; o Seira, Sesuans, Bilsé i altres amb la seva variant -tze. L'el·lipsi al final del primer terme fa que, en l'acomodació, qualsevol d'aquelles variants quedi reduïda a bel-; per tant, bel (a) (i) -tza> Belza> Bielsa significa 'abundància de corbs'.

## Entitats de població
Les entitats de població del terme són:
- Belsa/Bielsa. És el cap del municipi. Està situat a 1023 metres d'altitud i és el nucli més baix del terme[1] (sense tenir en compte Salinas). També el que més habitants té, 342 el 2010.[3]
- Chisagüés. Està situat a 1300 metres sobre el nivell del mar. L'any 1991 el llogaret tenia 25 habitants. Dona nom a la vall de Chisagüés situada entre les valls de Barrosa i Pineta.[4]
- Espierba. Està situat a 1350 metres d'altitud. L'any 1991 tenia vuit habitants.[5]
- Javierre de Bielsa (Ixabierre, en aragonès). L'any 1991 el llogaret tenia 34 habitants. Està situat a 1080 metres sobre el nivell del mar.[6]
- Parzán. Està situat a 1144 metres sobre el nivell del mar. L'any 1991 el llogaret tenia 60 habitants. A més de 2500 metres d'altitud antigament s'explotaven mines de galena. Amb un telefèric la galena era exportada a França.[7]
- Las Cortz d'Espierba.
- Zapatierno.[8][9]
- Salinas. L'any 2007 el llogaret tenia vuit habitants.[10]

## Geografia
El municipi de Belsa està situat al vessant sud del Pirineu, a la comarca del Sobrarb, a la província d'Osca, a l'Aragó. El terme limita al nord amb cinc municipis occitans, que d'oest a est són Gavarnia, Gèdra, Aranhoet, Tramedaigas i Sent Lari e Sola. Pel costat aragonès, el meridional, limita d'oest a est amb els municipis de Fanlo, Pórtoles, Tella-Sin i Chistén.
Per Belsa hi passa la carretera A-138 amb què comunica al nord amb França a través del túnel de Belsa-Aranhoet. Al sud, aquesta carretera porta cap a l'Aïnsa, vila ja més ben comunicada. Des de la vila, la carretera HU-V-6402 recorre la Vall de Pineta fins a Pineta, punt de sortida de camins que corren pel Parc Nacional d'Ordesa i Mont Perdut i els seus voltants. De Salinas surt la carretera A-2609 que va cap a la Vall de Gistau. Així, Belsa queda a 32 quilòmetres per carretera de Sent Lari e Sola, 33 de l'Aïnsa, 88 de Barbastre i 129 d'Osca.
Inclou també les valls de Pineta, Chisagüés, la Barrosa, Puerto Biello i Tringonier.

## Llengua
A la vall de Belsa s'hi parla un dialecte de l'aragonès, classificat dins l'aragonès central, anomenat belsetà. Actualment, però, es troba en procés de substitució lingüística a favor del castellà, llengua clarament majoritària a la zona.

## Història

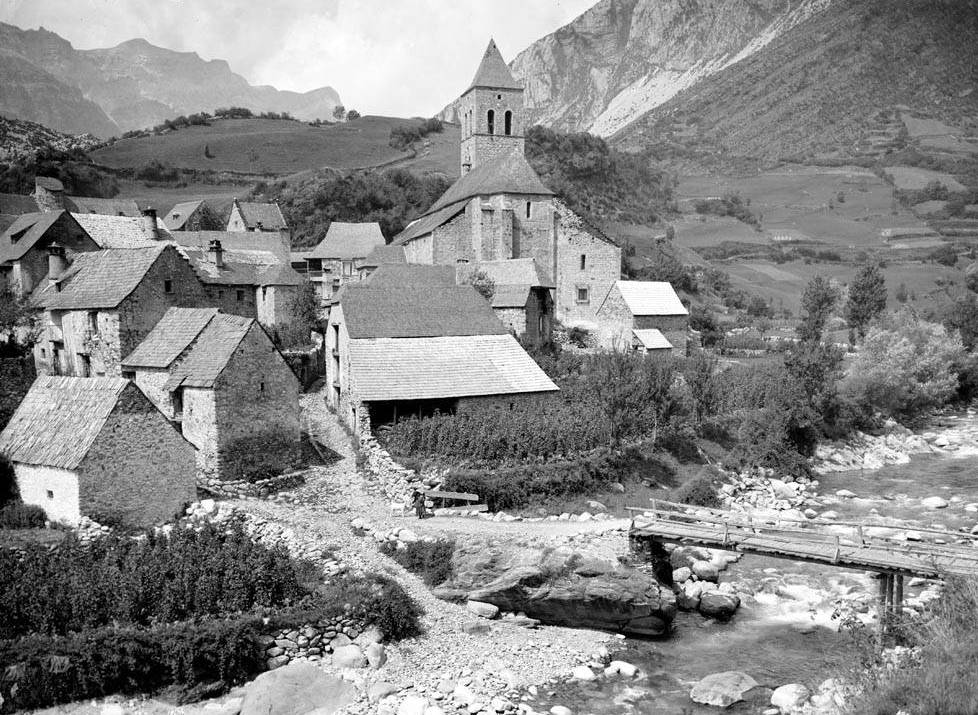
Fotografia antiga de Bielsa efectuada l'agost de 1908

El nucli de Belsa, com moltes poblacions estables del Pirineu, degué aparèixer cap al segle X o XI. Tenia l'avantatge d'estar situat a la confluència de dos rius, el Cinca i el Barrosa, i en un lloc fàcil de defensar.

### Sectors productius històrics
El sector productiu de la terra de Belsa ha patit unes condicions climàtiques i geogràfiques que han limitat la diversitat dels productes i el rendiment de la producció agrícola i ramadera. Així, tot i que l'activitat agropecuària sempre s'ha mantingut, també hi han pres importància dues altres activitats econòmiques: la mineria i l'explotació dels boscos.
Per poder exportar aquests productes i alhora satisfer les necessitats quotidianes dels veïns, es desenvolupà un comerç estable, sobretot amb l'altre vessant del Pirineu, ja que la comunicació era més fàcil que cap al sud. De França, s'importaven sobretot aliments bàsics com cereals i llegums, però també productes tèxtils i altres articles de consum. També s'importava bestiar. En l'exportació cap a França destaquen la llana, el ferro i la fusta, com també l'oli i el blat, procedents de la vall o d'àrees properes.

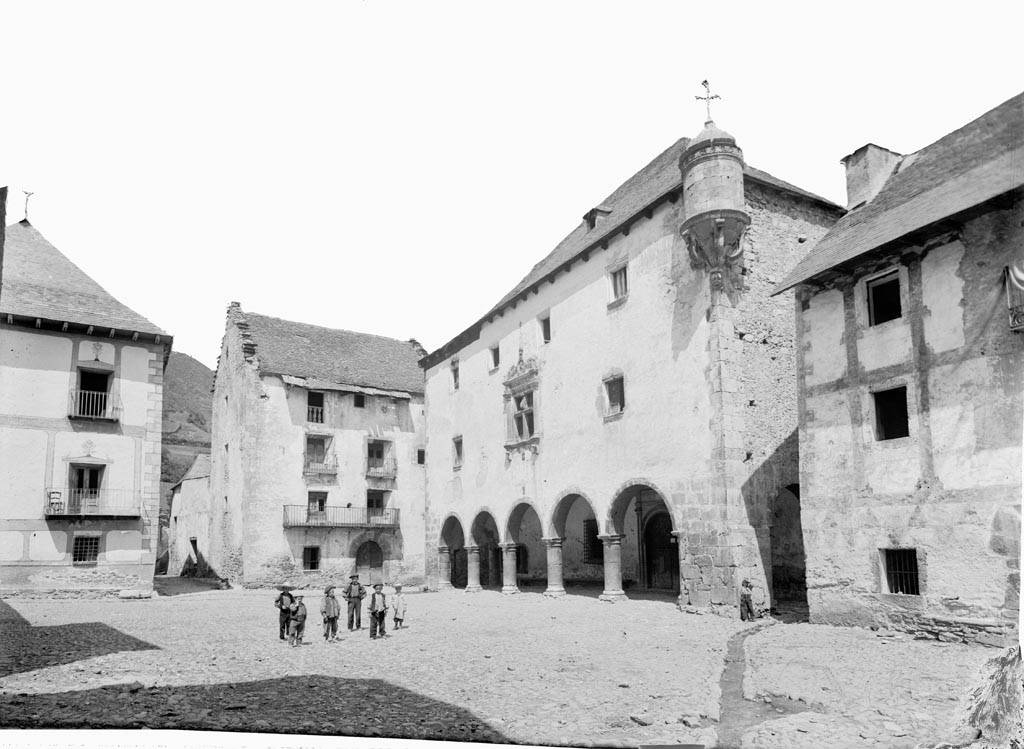
La Plaça Major i l'Ajuntament en una imatge 1907

El primer indici d'explotació minera és de l'any 1191, en què una carta d'Alfons el Cast dona permís a 14 miners per extreure ferro i plata a la vall, possiblement a Parzán. Amb el transcurs dels anys la mineria cresqué i s'extreia plata, ferro, plom i coure, tot i que la producció principal era la de ferro. Subsidiàriament, es construïren molins hidràulics, foneries i centres de producció de carbó vegetal per alimentar-les. El 1316, una carta de protecció de Jaume el Just donà un nou impuls a la indústria d'extracció i transformació de Belsa. Cap al segle xv s'exportava ferro a França, Catalunya i Aragó. A partir del segle xvi la competència basca i catalana va fer baixar la producció, però encara es mantindria la indústria alguns segles. L'any 1788 hi havia tres foneries i l'última mina no tancà fins al 1926.
El 1310 es consolida l'activitat comercial a la vall amb la concessió de Jaume II de poder celebrar una fira anual a la vila de Belsa, durant la primera quinzena d'agost. També s'estableix una duana del regne per la importància del comerç amb el sud de França.
Per la seva banda, els llenyataires comerciaven amb la fusta que portaven, pel riu, fins a la costa mediterrània.

### A partir del segle XX
A principis del segle xx, l'obertura de noves vies de comunicació va fer que es reduïssin els contactes amb el vessant francès i que el comerç es redirigís cap al sud, amb localitats com Aïnsa, Barbastre i Osca.
En aquella època es descobrí l'enorme potencial de la vall de Belsa per acollir explotacions hidroelèctriques, gràcies als abundants recursos hídrics i el relleu accidentat. El 1915 el municipi construeix un primer petit embassament a la part baixa de la vall de Pineta. Més endavant, entre el 1918 i el 1929, la Sociedad Hidroeléctrica Ibérica construí les centrals hidroelèctriques de Lafortunada, Barrosa i Urdiceto. El 1940, la mateixa societat va construir una nova central hidroelèctrica a la vall de Pineta molt més gran.
El 1936 esclatà la Guerra Civil espanyola, i fins al 1938 Belsa i la part oriental de l'Aragó es mantingueren en la zona republicana. L'ofensiva nacional de març de 1938 va provocar l'enfonsament del front d'Osca, mentre que a les valls pirinenques la 43a Divisió de l'Exèrcit Popular, al capdavant del qual es trobava el major de milícies Antonio Beltrán Casaña, conegut com "l'Esquinazau", mantenia una ferma resistència contra la III Divisió Navarra del general Iruretagoyena. Cap al 14 d'abril van quedar envoltats a Belsa, la Vall de Gistau, Tella i Escalona, formant una bossa de resistència. La batalla de la Bossa de Belsa acabà amb la victòria del bàndol nacional, que amb l'aïllament i els bombardeigs obligaren la retirada dels soldats republicans així com l'evacuació d'uns 4.000 civils cap a França. La retirada fou lenta i ordenada i concloguí la nit del 15 al 16 de juny.
En el conflicte, els bombardejos destruïren gairebé completament els nuclis de Belsa i Parzán, i els danys foren tan grans que només una part de la població tornà després de la guerra. Això, juntament amb la vinguda de mà d'obra de fora per treballar en la construcció i funcionament de les centrals hidroelèctriques, i el règim franquista, van fer que l'ús de la llengua aragonesa disminuís de forma dràstica durant el segle xx.
El 1968 es construeix a Pineta el Parador Nacional de Monte Perdido. El 1976 s'obrí el túnel internacional Belsa-Aranhoet, que tornà a enfortir els lligams econòmics amb França. A partir de llavors el poble ha fet un gir cap al turisme, que actualment és l'activitat econòmica principal.